# 1-а Моква
1-а Моква (рос. 1-я Моква) — присілок в Курському районі Курської області Російської Федерації.
Населення становить 1823 особи. Входить до складу муніципального утворення Моковська сільрада.

## Історія
Населений пункт розташований на території українського етнічного та культурного краю Східна Слобожанщина.
Від 2004 року входить до складу муніципального утворення Моковська сільрада.

## Населення
| 2002 | 2010  |
| ---- | ----- |
| 1440 | ↗1823 |